# Самюель Жирар
Самюель Жирар (фр. Samuel Girard, нар. 26 червня 1996, Сагне ) — канадський ковзаняр, спеціаліст з бігу на короткій доріжці, олімпійський чемпіон та медаліст, призер чемпіонатів світу.
Золоту олімпійську медаль та звання олімпійського чемпіона Жирар виборов на Пхьончханській олімпіаді 2018 року на дистанції 1000 м. На цій же Олімпіаді він отримав бронзову медаль разом із товаришами з канадської команди в естафеті на 5000 м.

## Зовнішні посилання
- Досьє на сайті Міжнародного союзу ковзанярів

## Виноски
1. ↑  Roglo — 1997. — 10000000 екз.
2. ↑  Men's 1000 metres results
3. ↑  Men's 5000 metre relay results. Архів оригіналу за 16 грудня 2019. Процитовано 29 квітня 2018. [Архівовано 2019-12-16 у Wayback Machine.]